# Grafo cuadrado

Un grafo cuadrado.

En teoría de grafos, un grafo cuadrado es un grafo no dirigido que puede dibujarse en el plano de modo que cada superficie acotada es un cuadrilátero y cada vértice con tres o menos vecinos es incidente a una cara no acotada.
Los grafos cuadrados son un tipo de grafos medianos planares, e incluyen como casos especiales a los árboles, grafos reticulados, y los grafos de los poliominós. Muchos problemas algorítmicos pueden ser computados más eficientemente en el contexto de grafos cuadrados que en casos más generales de grafos medianos o planares. Por ejemplo,Chepoi, Dragan y Vaxès (2002) y Chepoi, Fanciullini y Vaxès (2004) presentan algoritmos en tiempo lineal para computar el diámetro de grafos cuadrados, y para encontrar la distancia máxima a todos los demás vértices.